# Lithiumtriborat
Lithiumtriborat (LBO) ist ein farbloser und transparenter, kristalliner Feststoff. Es ist eine anorganische Verbindung mit der Summenformel LiB3O5, genauer ein Lithium-Salz der Borsäure und gehört damit zur Stoffgruppe der Borate. Es wird in der nichtlinearen Optik zur Frequenzverdopplung von Lasern, beispielsweise Nd:YAG oder Ti:Sa, eingesetzt.

## Eigenschaften
Lithiumtriborat kristallisiert im orthorhombischen Kristallsystem in der Raumgruppe Pna21 (Raumgruppen-Nr. 33) beziehungsweise der Kristallklasse mm2 mit den Gitterparametern a = 8,444 Å, b = 7,378 Å und c = 5,146 Å.
Die Kristallstruktur besteht aus einem Netzwerk von trigonal-planaren BO3- und tetraedrischen BO4-Gruppen. In den Kanälen dieses Netzwerks befinden sich die Li+-Ionen. Das Material ist transparent im Wellenlängenbereich von 160 bis 2600 Nanometer (nm) und eignet sich daher auch für Anwendungen im Ultraviolettbereich des elektromagnetischen Spektrums.